# Hermótimo de Clazómenas
Hermótimo de Clazómenas (en griego: Ἑρμότιμος; c. siglo VI a. C.), llamado por Luciano de Samósata un pitagórico, era un filósofo quién propuso primero, antes de Anaxágoras (según Aristóteles) la idea de una mente fundamental en las causas de cambio. Proponía que las entidades físicas son estáticas, mientras la razón causa el cambio. Sexto Empírico lo puso junto con Hesíodo, Parménides y Empédocles, como perteneciente a la clase de filósofos que sostenía una teoría dualística de un material y un principio activo que juntos dan el origen del universo.
Tertuliano añadió una historia sobre Hermótimo (en la que él mismo parece no creer). Según esta historia, Hermótimo abandona su cuerpo durante el sueño, como en un viaje. Su mujer traiciona esta singularidad y sus enemigos vienen y queman su cuerpo dormido. Su alma regresa demasiado tarde. Los habitantes de Clazómenas levantaron un templo para Hermótimo, no permitido para mujeres debido a la traición de su mujer. Esta historia y otras sobre Hermótimo se encuentran en Plinio el Viejo, Luciano de Samósata, Apolonio de Afrodisias, y Plutarco.
Diógenes Laercio, citando a Heráclides Póntico, contó una historia según la cual Pitágoras podía recordar sus vidas anteriores, siendo en una de ellas la de Hermótimo, que había validado su propia capacidad de recordar vidas anteriores mediante el reconocimiento del descompuesto escudo de Menelao en el templo de Apolo en Bránquidas.